# Zwitschermaschine
Zwitschermaschine beziehungsweise Vierte Wurzel aus Zwitschermaschine war eine Art-Punkband aus der DDR. Sie existierte von 1979 bis 1983.

## Bandgeschichte
Die beiden Kunststudenten Cornelia Schleime und Ralf Kerbach lernten sich an der Dresdner Hochschule für bildende Künste kennen. Nach einer missglückten Kunstausstellung im Radeburger Heimatmuseum, die Michael Rom organisiert hatte, beschloss man, gemeinsam Musik zu machen. Ralf Kerbach war von den Sex Pistols und den Stranglers inspiriert und übernahm die Gitarre. Cornelia Schleimes Gesang wurde zusätzlich von Matthias Zeidler am Bass begleitet. Als letzter stieß Wolfgang Grossmann als Schlagzeuger zu der Band. Nachdem man zunächst unter den Bandnamen Ende und Schwarz/Weiß experimentiert hatte, nannte man sich zunächst Vierte Wurzel aus Zwitschermaschine, was im normalen Sprachgebrauch zu Zwitschermaschine als dem eigentlichen Bandnamen wurde. Der Bandname resultierte entweder aus Ralf Kerbachs Vorliebe für Paul Klees gleichnamiges Bild (Die Zwitscher-Maschine 1922, 151) oder aus einer Vorführung von Luis Buñuels Film Ein andalusischer Hund, die Schleime besucht hatte. Im Winter 1980/81 stieg schließlich Michael Rom als zweiter Sänger ein. Man spielte auf diversen studentischen Sommerfeiern und im Rahmen kirchlicher Veranstaltungen auf. Die avantgardistischen Songexperimente trafen den Geschmack des Publikums. Ohne offizielle Erlaubnis gestalteten sich die Auftritte schwierig, man trat in Ateliers, in der Schauspielschule Ernst Busch und in der Erfurter „Galerie im Flur“ auf. Einige Konzerte wurden von der Staatsmacht abgebrochen. Musikalisch charakterisierte man sich als Neue Musik, der Dilettantismus der Anfangstage führte zu einer Art dadaistischem Konzept, das irgendwo in der Schnittmenge von anspruchsvoller Musik und Drei-Akkorde-Punk angesiedelt war.
1981 stieß Sascha Anderson zur Gruppe und wurde zur treibenden Kraft. Er bemühte sich, die Gruppe aus ihrer selbstgewählten Ecke herauszuholen und ein eher professionelles Verständnis für Musik zu wecken. Durch seinen Status als Inoffizieller Mitarbeiter des Ministeriums für Staatssicherheit gelang es ihm, Westkontakte aufzubauen und die Band im Underground der DDR zu etablieren. Die Musik erlangte nun mehr Rock-Elemente, und auch der Aufbau der einzelnen Stücke wurde nachvollziehbar. Zusammen mit Rosa Extra spielte man einige Konzerte, die aus einer Mischung aus Musik und Performance bestanden. 1982 stieg Ralf Kerbach, der nach West-Berlin auswanderte, aus. Lothar Fiedler vertrat ihn bei späteren Aufnahmen. Zusätzlich stieg als Trompeter Helge Leiberg ein. Über die von Ralf Kerbach vermittelten Westkontakte gelangten Aufnahmen der Band in den Westen, die dann als Split-Veröffentlichung mit Schleim-Keim (unter dem Decknamen Sau-Kerle) von Karl-Ulrich Walterbach (Aggressive Rockproduktionen) unter dem Titel eNDe (DDR von unten) in der Bundesrepublik Deutschland erschienen. Die Aufnahmen, teilweise noch mit Kerbach, wurden von Andeck Baumgärtel in dessen Privatstudio produziert. Anschließend löste sich die Gruppe auf, Teile der Band machten unter dem Namen Fabrik weiter.
1998 erschien ein Splitalbum von Fabrik und Zwitschermaschine. 2006 wirkte Cornelia Schleime an der Dokumentation ostPunk! – too much future mit und erzählte von ihren damaligen Erlebnissen mit der Gruppe.

## Diskografie
- 1983: DDR von unten (Splitalbum mit Schleim-Keim)
- 1998: Alles Geld der Welt kostet Geld (Splitalbum mit Fabrik)